# NGC 460
NGC 460 è un oggetto celeste, composto da una nebulosa a emissione e da un ammasso aperto, situato nella costellazione del Tucano.
Fu scoperto ufficialmente l'11 aprile 1834 da John Herschel, ma probabilmente era già stato osservato da James Dunlop il 1º agosto 1826.